# Санта-Венерина
Санта-Венерина (італ. Santa Venerina, сиц. Santa Vinirina) — муніципалітет в Італії, у регіоні Сицилія,  метрополійне місто Катанія.
Санта-Венерина розташована на відстані близько 520 км на південний схід від Рима, 165 км на схід від Палермо, 20 км на північ від Катанії.
Населення — 8542 особи (2014).
Щорічний фестиваль відбувається першої неділі серпня. Покровителька — свята Венера.

## Демографія
Населення за роками:

Станом на 1 січня 2023 року в муніципалітеті офіційно проживали 183 іноземці з 31 країни, серед них 78 громадян країн Євросоюзу та 13 громадян України.

## Сусідні муніципалітети
- Ачиреале
- Джарре
- Цафферана-Етнеа